# Juan Lindolfo Cuestas
Juan Lindolfo de los Reyes Cuestas York (Paysandú, 6 de janeiro de 1837 - Paris, 21 de junho de 1905) foi um político uruguaio, membro do Partido Colorado, foi também foi Presidente do Uruguai em duas ocasiões, na primeira como Presidente interino entre 25 de agosto de 1897 e 5 de fevereiro de 1899 foi declarado Presidente após o assassinato do então presidente Juan Idiarte Borda, e na segunda e última ocasião como Presidente constitucional eleito pela Assembleia Geral entre 1 de março de 1899 e 1 de março de 1903, foi sucedido por José Batlle, que iniciaria o batllismo. Faleceu numa viagem a Paris em 21 de junho de 1905.